# Crispiphantes
Crispiphantes är ett släkte av spindlar. Crispiphantes ingår i familjen täckvävarspindlar.
Kladogram enligt Catalogue of Life:
| Crispiphantes | \| \| Crispiphantes biseulsanensis \| \| \| \| \| \| Crispiphantes rhomboideus \| \| \| \| |
|               | \| \| Crispiphantes biseulsanensis \| \| \| \| \| \| Crispiphantes rhomboideus \| \| \| \| |
|               | Crispiphantes biseulsanensis                                                               |
|               |                                                                                            |
|               | Crispiphantes rhomboideus                                                                  |
|               |                                                                                            |